# LCAO
LCAO är en förkortning för Linear Combination of Atomic Orbitals (engelska) och är ett sätt att approximativt beräkna hur en molekylorbital, (det vill säga elektronkonfigurationen i en molekyl) kommer att se ut genom att linjärkombinera atomorbitaler.
Genom att symmetriklassificera sitt system och tillordna det till en punktgrupp för molekyler, eller rymdgrupp för kristaller, kan man förenkla de kvantmekaniska beräkningarna avsevärt. Det då endast elektronväxelverkningar inom samma irreducibla representation, "undersymmetri", får växelverka. Symmetrier av olika tillhörighet är ortogonala mot varandra och växelverkan elektroner däremellan är satt till noll.
Elektronerna beskrivs för vardera ingående atomslag av ett basset, vilket är en serie matematiska funktioner som beskriver elektroners energi, radie etc. Dessa kan vara av slatertyp eller gaussisk typ och en mängd olika varianter på basset finns. Ju fler funktioner som används för att beskriva elektronerna, desto bättre överensstämmer de uträknade energierna med de experimentella mätvärderna, men mer datorkraft går också åt. Genom att låta beskriva totala vågfunktionen som ett ekvationssystem, där varje rad/ekvation tillhör en irreducibel representation och där var rad är en molekylorbital, besatt eller obesatt, och låta de olika atombasfunktionerna få samverka, så erhålls LCAO, dvs Linear Combinations of Atomic Orbitals. Man skapar på detta sätt MO:s, molekylorbitaler.